# Ernst Linder
Ernst Linder   (Pohja, 25 d'abril de 1868 - Engelbrekt, 14 de setembre de 1943) va ser un general suec d'ascendència finlandesa que va servir a l'exèrcit suec entre 1887 i 1918, any a partir del qual va participar en la Guerra Civil finlandesa com a comandant dels escamots de Satakunta i Savo. Linder va ser ascendit a General Major el 13 d'abril de 1918, a tinent general el 1938 i a general de cavalleria el 1940.
Durant la Guerra d'Hivern Linder, amb 71 anys, va liderar el cos de voluntaris suecs entre el 6 de gener i el 27 de febrer de 1940, moment a partir del qual va exercir com a comandant de la zona de Salla.
A banda de la seva tasca com a militar, Linde també és conegut com a genet de doma. El 1924 va prendre part en els Jocs Olímpics de París, on va guanyar la medalla d'or en la prova de doma individual del programa d'hípica, amb el cavall Piccolomino.